# Les Chants de ma mère
Pour plus de détails, voir Fiche technique et Distribution.
Les Chants de ma mère (Annemin Şarkısı) est un film turc réalisé par Erol Mintaş, sorti en 2014.

## Synopsis
Un homme kurde dont la femme est enceinte est confronté à la nostalgie de sa mère.

## Fiche technique
- Titre : Les Chants de ma mère
- Titre original : Annemin Şarkısı
- Réalisation : Erol Mintaş
- Scénario : Erol Mintaş
- Musique : Basar Under
- Photographie : George Chiper
- Montage : Alexandru Radu
- Production : Mehmet Aktas, Guillaume de Seille, Asli Erdem et Erol Mintaş
- Société de production : Arizona Films, Mintas Film et Mitos Film
- Société de distribution : Arizona Films (France)
- Pays de production :  Turquie,  France et  Allemagne
- Genre : drame
- Durée : 103 minutes
- Dates de sortie : 
  - Turquie : 14 novembre 2014
  - France : 5 août 2015

## Distribution
- Feyyaz Duman : Ali
- Zübeyde Ronahi : Nigar
- Nesrin Cavadzade : Zeynep
- Ferit Kaya : Komiser
- Cüneyt Yalaz : le directeur de l'école
- Zabit Arslan : Vehbi
- Selahattin Bulut : Sahaf
- Incinur Dasdemir : Merve
- Ibrahim Turgay : Pazarci
- Mehmet Unal : Midyeci

## Distinctions
Au festival du film de Sarajevo, le film a remporté le Cœur de Sarajevo du meilleur film et le Cœur de Sarajevo du meilleur acteur pour Feyyaz Duman.